# Остров (Торопецкий район)
Остров — деревня в Торопецком районе Тверской области. Входит в состав Пожинского сельского поселения.

## География
Находится в западной части Тверской области на расстоянии приблизительно 34 км на север по прямой от районного центра города Торопец у южного берега озера Наговье.

## История
В 1877 году здесь (усадьба Холмского уезда Псковской губернии) было учтено 4 двора. Ныне имеет дачный характер.

## Население
Численность населения: 1 человек (1877 год), 0 как в 2002 году, так и в 2010.